# Leucetta microraphis
Leucetta microraphis är en svampdjursart som beskrevs av Ernst Haeckel 1872. Leucetta microraphis ingår i släktet Leucetta och familjen Leucettidae.
Artens utbredningsområde är havet utanför Italien. Inga underarter finns listade i Catalogue of Life.